# Lissochlora manostigma
Lissochlora manostigma là một loài bướm đêm trong họ Geometridae.